# Thereva opaca
Thereva opaca är en tvåvingeart som beskrevs av Krober 1913. Thereva opaca ingår i släktet Thereva och familjen stilettflugor. Inga underarter finns listade i Catalogue of Life.